# Volta a Espanha de 2022
A 77.ª edição da Volta a Espanha foi uma corrida de ciclismo em estrada por etapas que se desenvolveu entre 19 de agosto e 11 de setembro de 2022 com início na cidade de Utreque nos Países Baixos e final na Espanha. O percurso constava de um total de 21 etapas sobre uma distância total de 3280,5 km.
A corrida fez parte do circuito UCI WorldTour de 2022 dentro da categoria 2.uwT. O vencedor foi o belga Remco Evenepoel do Quick-Step Alpha Vinyl, sendo o primeiro ciclista desse país a ganhar uma das Grandes Voltas desde 1978. Esteve acompanhado no pódio pelos espanhóis Enric Mas do Movistar e Juan Ayuso do UAE Emirates, segundo e terceiro classificado respectivamente.

## Equipas participantes
Tomaram a partida um total de 23 equipas, dos quais assistiram por direito próprio os 18 equipas de categoria UCI WorldTeam, bem como o Alpecin-Fenix e o Arkéa Samsic ao ser os dois melhores equipas UCI ProTeam da temporada anterior. As restantes 3 praças foram destinadas a equipas espanhóis UCI ProTeam por convite direto dos organizadores da prova. O pelotão inicial esteve conformado por 183 ciclistas dos quais terminaram 134. As equipas participantes foram:
| Equipes WorldTeam (18)- AG2R Citroën Team - Astana Qazaqstan Team - Bahrain Victorious - Bora-Hansgrohe - Cofidis - EF Education-EasyPost - Groupama-FDJ - Ineos Grenadiers - Intermarché-Wanty-Gobert Matériaux - Israel-Premier Tech - Jumbo-Visma - Lotto-Soudal - Movistar Team - Quick-Step Alpha Vinyl - BikeExchange-Jayco - Team DSM - Trek-Segafredo - UAE Team Emirates Equipes ProTeam (5)- Alpecin-Deceuninck - Arkéa-Samsic - Burgos-BH - Equipo Kern Pharma - Euskaltel-Euskadi |
| |

## Etapas
| Etapa | Data      | Percurso                                                          | type                       | Distância (km) | Elevação (m) | Vencedor              | Líder geral     |
| ----- | --------- | ----------------------------------------------------------------- | -------------------------- | -------------- | ------------ | --------------------- | --------------- |
| 1     | 19 ago.   | Utreque – Utreque                                                 | contrarrelógio por equipes | 23,3           | 47 m         | Jumbo-Visma           | Robert Gesink   |
| 2     | 20 ago.   | 's-Hertogenbosch – Utreque                                        | etapa plana                | 175,1          | 498 m        | Sam Bennett           | Mike Teunissen  |
| 3     | 21 ago.   | Breda – Breda                                                     | etapa plana                | 193,5          | 237 m        | Sam Bennett           | Edoardo Affini  |
|       | 22 de ago | Dia de descanso                                                   | Dia de descanso            |                |              |                       |                 |
| 4     | 23 ago.   | Vitoria-Gasteiz – Laguardia                                       | média montanha             | 153,5          | 2 306 m      | Primož Roglič         | Primož Roglič   |
| 5     | 24 ago.   | Irun – Bilbau                                                     | média montanha             | 187,2          | 2 985 m      | Marc Soler            | Rudy Molard     |
| 6     | 25 ago.   | Bilbau – Pico Jano                                                | alta montanha              | 181,2          | 4 076 m      | Jay Vine              | Remco Evenepoel |
| 7     | 26 ago.   | Camargo – Cistierna                                               | média montanha             | 190            | 3 178 m      | Jesús Herrada         | Remco Evenepoel |
| 8     | 27 ago.   | Pola de Laviana – Yernes y Tameza                                 | alta montanha              | 153,4          | 3 743 m      | Jay Vine              | Remco Evenepoel |
| 9     | 28 ago.   | Villaviciosa – Les Praeres                                        | alta montanha              | 171,4          | 3 698 m      | Louis Meintjes        | Remco Evenepoel |
|       | 29 de ago | Dia de descanso                                                   | Dia de descanso            |                |              |                       |                 |
| 10    | 30 ago.   | Elche – Alicante                                                  | contrarrelógio individual  | 30,9           | 177 m        | Remco Evenepoel       | Remco Evenepoel |
| 11    | 31 ago.   | El Pozo – Cabo de Gata                                            | etapa plana                | 191,2          | 1 601 m      | Kaden Groves          | Remco Evenepoel |
| 12    | 1 set.    | Salobreña – Peñas Blancas                                         | alta montanha              | 192,7          | 3 262 m      | Richard Carapaz       | Remco Evenepoel |
| 13    | 2 set.    | Ronda – Montilla                                                  | etapa plana                | 168,4          | 1 703 m      | Mads Pedersen         | Remco Evenepoel |
| 14    | 3 set.    | Montoro – Sierra de la Pandera                                    | alta montanha              | 160,3          | 3 337 m      | Richard Carapaz       | Remco Evenepoel |
| 15    | 4 set.    | Martos – Serra Nevada                                             | alta montanha              | 149,6          | 4 052 m      | Thymen Arensman       | Remco Evenepoel |
|       | 5 de set  | Dia de descanso                                                   | Dia de descanso            |                |              |                       |                 |
| 16    | 6 set.    | Sanlúcar de Barrameda – Tomares                                   | etapa plana                | 189,4          | 1 002 m      | Mads Pedersen         | Remco Evenepoel |
| 17    | 7 set.    | Aracena – Monastery of Nuestra Señora de Tentudía, Calera de León | média montanha             | 162,3          | 2 737 m      | Rigoberto Urán        | Remco Evenepoel |
| 18    | 8 set.    | Trujillo – Piornal                                                | alta montanha              | 192            | 3 625 m      | Remco Evenepoel       | Remco Evenepoel |
| 19    | 9 set.    | Talavera de la Reina – Talavera de la Reina                       | média montanha             | 138,3          | 2 278 m      | Mads Pedersen         | Remco Evenepoel |
| 20    | 10 set.   | Moralzarzal – Puerto de Navacerrada                               | alta montanha              | 181            | 3 983 m      | Richard Carapaz       | Remco Evenepoel |
| 21    | 11 set.   | Las Rozas de Madrid – Madri                                       | etapa plana                | 96,7           | 871 m        | Juan Sebastián Molano | Remco Evenepoel |

## Classificações finais
As classificações finalizaram da seguinte forma:

### Classificação geral (Camisola Vermelha)
| \| Classificação geral \| Classificação geral \| Classificação geral \| Classificação geral \| Classificação geral \| \| Ciclista \| Ciclista \| Equipe \| Tempo \| \| \| ------------------- \| ------------------- \| ---------------------------------- \| ------------------- \| ------------------- \| \| 1. \| Remco Evenepoel \| Quick-Step Alpha Vinyl \| 80h26m59s \| \| \| 2. \| Enric Mas \| Movistar Team \| + 2m02s \| \| \| 3. \| Juan Ayuso \| UAE Team Emirates \| + 4m57s \| \| \| 4. \| Miguel Ángel López \| Astana Qazaqstan Team \| DQ \| \| \| 4. \| João Almeida \| UAE Team Emirates \| + 7m24s \| \| \| 5. \| Thymen Arensman \| Team DSM \| + 7m45s \| \| \| 6. \| Carlos Rodríguez \| Ineos Grenadiers \| + 7m57s \| \| \| 7. \| Ben O'Connor \| AG2R Citroën Team \| + 10m30s \| \| \| 8. \| Rigoberto Urán \| EF Education-EasyPost \| + 11m04s \| \| \| 9. \| Jai Hindley \| Bora-Hansgrohe \| + 12m01s \| \| \| 10. \| Louis Meintjes \| Intermarché-Wanty-Gobert Matériaux \| + 15m41s \| \| \| 11. \| Jan Polanc \| UAE Team Emirates \| + 21m39s \| \| \| 12. \| Alejandro Valverde \| Movistar Team \| + 25m39s \| \| \| 13. \| Richard Carapaz \| Ineos Grenadiers \| + 29m19s \| \| \| 14. \| Mikel Landa \| Bahrain Victorious \| + 44m13s \| \| \| 15. \| Luis León Sánchez \| Bahrain Victorious \| + 45m49s \| \| \| 16. \| Thibaut Pinot \| Groupama-FDJ \| + 46m20s \| \| \| 17. \| Wilco Kelderman \| Bora-Hansgrohe \| + 48m37s \| \| \| 18. \| Tao Geoghegan Hart \| Ineos Grenadiers \| + 49m11s \| \| \| 19. \| Gino Mäder \| Bahrain Victorious \| + 52m25s \| \| \| 20. \| David de la Cruz \| Astana Qazaqstan Team \| + 1h00m15s \| \| |                    |                                    |            |
| |                    |                                    |            |
| Fonte: ProCyclingStats |                    |                                    |            |
| Classificação geral |                    |                                    |            |
| Ciclista | Ciclista           | Equipe                             | Tempo      |
| 1. | Remco Evenepoel    | Quick-Step Alpha Vinyl             | 80h26m59s  |
| 2. | Enric Mas          | Movistar Team                      | + 2m02s    |
| 3. | Juan Ayuso         | UAE Team Emirates                  | + 4m57s    |
| 4. | Miguel Ángel López | Astana Qazaqstan Team              | DQ         |
| 4. | João Almeida       | UAE Team Emirates                  | + 7m24s    |
| 5. | Thymen Arensman    | Team DSM                           | + 7m45s    |
| 6. | Carlos Rodríguez   | Ineos Grenadiers                   | + 7m57s    |
| 7. | Ben O'Connor       | AG2R Citroën Team                  | + 10m30s   |
| 8. | Rigoberto Urán     | EF Education-EasyPost              | + 11m04s   |
| 9. | Jai Hindley        | Bora-Hansgrohe                     | + 12m01s   |
| 10. | Louis Meintjes     | Intermarché-Wanty-Gobert Matériaux | + 15m41s   |
| 11. | Jan Polanc         | UAE Team Emirates                  | + 21m39s   |
| 12. | Alejandro Valverde | Movistar Team                      | + 25m39s   |
| 13. | Richard Carapaz    | Ineos Grenadiers                   | + 29m19s   |
| 14. | Mikel Landa        | Bahrain Victorious                 | + 44m13s   |
| 15. | Luis León Sánchez  | Bahrain Victorious                 | + 45m49s   |
| 16. | Thibaut Pinot      | Groupama-FDJ                       | + 46m20s   |
| 17. | Wilco Kelderman    | Bora-Hansgrohe                     | + 48m37s   |
| 18. | Tao Geoghegan Hart | Ineos Grenadiers                   | + 49m11s   |
| 19. | Gino Mäder         | Bahrain Victorious                 | + 52m25s   |
| 20. | David de la Cruz   | Astana Qazaqstan Team              | + 1h00m15s |

### Classificação por pontos
| Classificação por pontos | Classificação por pontos | Classificação por pontos | Classificação por pontos | Classificação por pontos |
| Ciclista                 | Ciclista                 | Equipe                   | Pontos                   |                          |
| ------------------------ | ------------------------ | ------------------------ | ------------------------ | ------------------------ |
| 1.                       | Mads Pedersen            | Trek-Segafredo           | 409 pts                  |                          |
| 2.                       | Fred Wright              | Bahrain Victorious       | 186 pts                  |                          |
| 3.                       | Enric Mas                | Movistar Team            | 138 pts                  |                          |
| 4.                       | Remco Evenepoel          | Quick-Step Alpha Vinyl   | 133 pts                  |                          |
| 5.                       | Marc Soler               | UAE Team Emirates        | 133 pts                  |                          |
| 6.                       | Danny van Poppel         | Bora-Hansgrohe           | 108 pts                  |                          |
| 7.                       | Pascal Ackermann         | UAE Team Emirates        | 106 pts                  |                          |
| 8.                       | Richard Carapaz          | Ineos Grenadiers         | 105 pts                  |                          |
| 9.                       | Kaden Groves             | BikeExchange-Jayco       | 74 pts                   |                          |
| 10.                      | Juan Sebastián Molano    | UAE Team Emirates        | 69 pts                   |                          |

### Classificação da montanha
| Classificação da montanha | Classificação da montanha | Classificação da montanha | Classificação da montanha | Classificação da montanha |
| Ciclista                  | Ciclista                  | Equipe                    | Pontos                    |                           |
| ------------------------- | ------------------------- | ------------------------- | ------------------------- | ------------------------- |
| 1.                        | Richard Carapaz           | Ineos Grenadiers          | 73 pts                    |                           |
| 2.                        | Robert Stannard           | Alpecin-Deceuninck        | 36 pts                    |                           |
| 3.                        | Enric Mas                 | Movistar Team             | 28 pts                    |                           |
| 4.                        | Thymen Arensman           | Team DSM                  | 23 pts                    |                           |
| 5.                        | Remco Evenepoel           | Quick-Step Alpha Vinyl    | 23 pts                    |                           |
| 6.                        | Marc Soler                | UAE Team Emirates         | 23 pts                    |                           |
| 7.                        | Sergio Higuita            | Bora-Hansgrohe            | 18 pts                    |                           |
| 8.                        | Miguel Ángel López        | Astana Qazaqstan Team     | DQ                        |                           |
| 8.                        | Jimmy Janssens            | Alpecin-Deceuninck        | 17 pts                    |                           |
| 9.                        | Rubén Fernández           | Cofidis                   | 15 pts                    |                           |

### Classificação dos jovens
| Classificação dos jovens | Classificação dos jovens | Classificação dos jovens | Classificação dos jovens | Classificação dos jovens |
| Ciclista                 | Ciclista                 | Equipe                   | Tempo                    |                          |
| ------------------------ | ------------------------ | ------------------------ | ------------------------ | ------------------------ |
| 1.                       | Remco Evenepoel          | Quick-Step Alpha Vinyl   | 80h26m59s                |                          |
| 2.                       | Juan Ayuso               | UAE Team Emirates        | + 4m57s                  |                          |
| 3.                       | João Almeida             | UAE Team Emirates        | + 7m24s                  |                          |
| 4.                       | Thymen Arensman          | Team DSM                 | + 7m45s                  |                          |
| 5.                       | Carlos Rodríguez         | Ineos Grenadiers         | + 7m57s                  |                          |
| 6.                       | Gino Mäder               | Bahrain Victorious       | + 52m25s                 |                          |
| 7.                       | Sergio Higuita           | Bora-Hansgrohe           | + 1h01m23s               |                          |
| 8.                       | José Félix Parra         | Equipo Kern Pharma       | + 1h05m02s               |                          |
| 9.                       | Clément Champoussin      | AG2R Citroën Team        | + 1h24m39s               |                          |
| 10.                      | Edoardo Zambanini        | Bahrain Victorious       | + 1h31m40s               |                          |

### Classificação por equipas
| Classificação por equipes | Classificação por equipes | Classificação por equipes | Classificação por equipes |
| Equipe                    | Equipe                    | Tempo                     |                           |
| ------------------------- | ------------------------- | ------------------------- | ------------------------- |
| 1.                        | UAE Team Emirates         | 240h36m32s                |                           |
| 2.                        | Ineos Grenadiers          | + 55m35s                  |                           |
| 3.                        | Movistar Team             | + 1h16m52s                |                           |
| 4.                        | Bahrain Victorious        | + 1h17m36s                |                           |
| 5.                        | Astana Qazaqstan Team     | + 1h34m18s                |                           |
| 6.                        | Bora-Hansgrohe            | + 1h38m20s                |                           |
| 7.                        | Jumbo-Visma               | + 2h12m14s                |                           |
| 8.                        | EF Education-EasyPost     | + 2h25m47s                |                           |
| 9.                        | Groupama-FDJ              | + 2h33m37s                |                           |
| 10.                       | Quick-Step Alpha Vinyl    | + 2h47m09s                |                           |

## Evolução das classificações
| Etapa |                            | Vencedor _            | Classificação geral | Prêmio por pontos | Prêmio de montanha  | Juventude       | Disputa                  | Equipes            |
| ----- | -------------------------- | --------------------- | ------------------- | ----------------- | ------------------- | --------------- | ------------------------ | ------------------ |
| 1     | contrarrelógio por equipes | Jumbo-Visma           | Robert Gesink       | não atribuído     | não atribuído       | Ethan Hayter    | não atribuído            | Jumbo-Visma        |
| 2     | etapa plana                | Sam Bennett           | Mike Teunissen      | Sam Bennett       | Julius van den Berg | Ethan Hayter    | Jetse Bol                | Jumbo-Visma        |
| 3     | etapa plana                | Sam Bennett           | Edoardo Affini      | Sam Bennett       | Julius van den Berg | Ethan Hayter    | Pau Miquel               | Jumbo-Visma        |
| 4     | média montanha             | Primož Roglič         | Primož Roglič       | Sam Bennett       | Joan Bou            | Ethan Hayter    | Alessandro De Marchi     | Ineos Grenadiers   |
| 5     | média montanha             | Marc Soler            | Rudy Molard         | Sam Bennett       | Victor Langellotti  | Fred Wright     | Marc Soler               | Groupama-FDJ       |
| 6     | alta montanha              | Jay Vine              | Remco Evenepoel     | Sam Bennett       | Victor Langellotti  | Remco Evenepoel | Mark Padun               | UAE Team Emirates  |
| 7     | média montanha             | Jesús Herrada         | Remco Evenepoel     | Sam Bennett       | Victor Langellotti  | Remco Evenepoel | Jesús Herrada            | Bahrain Victorious |
| 8     | alta montanha              | Jay Vine              | Remco Evenepoel     | Mads Pedersen     | Jay Vine            | Remco Evenepoel | Mikel Landa              | UAE Team Emirates  |
| 9     | alta montanha              | Louis Meintjes        | Remco Evenepoel     | Mads Pedersen     | Jay Vine            | Remco Evenepoel | José Manuel Díaz Gallego | UAE Team Emirates  |
| 10    | contrarrelógio individual  | Remco Evenepoel       | Remco Evenepoel     | Mads Pedersen     | Jay Vine            | Remco Evenepoel | não atribuído            | Ineos Grenadiers   |
| 11    | etapa plana                | Kaden Groves          | Remco Evenepoel     | Mads Pedersen     | Jay Vine            | Remco Evenepoel | Jetse Bol                | Ineos Grenadiers   |
| 12    | alta montanha              | Richard Carapaz       | Remco Evenepoel     | Mads Pedersen     | Jay Vine            | Remco Evenepoel | Samuele Battistella      | UAE Team Emirates  |
| 13    | etapa plana                | Mads Pedersen         | Remco Evenepoel     | Mads Pedersen     | Jay Vine            | Remco Evenepoel | Joan Bou                 | UAE Team Emirates  |
| 14    | alta montanha              | Richard Carapaz       | Remco Evenepoel     | Mads Pedersen     | Jay Vine            | Remco Evenepoel | Luis León Sánchez        | UAE Team Emirates  |
| 15    | alta montanha              | Thymen Arensman       | Remco Evenepoel     | Mads Pedersen     | Jay Vine            | Remco Evenepoel | Lawson Craddock          | UAE Team Emirates  |
| 16    | etapa plana                | Mads Pedersen         | Remco Evenepoel     | Mads Pedersen     | Jay Vine            | Remco Evenepoel | Luis Ángel Maté          | UAE Team Emirates  |
| 17    | média montanha             | Rigoberto Urán        | Remco Evenepoel     | Mads Pedersen     | Jay Vine            | Remco Evenepoel | Lawson Craddock          | UAE Team Emirates  |
| 18    | alta montanha              | Remco Evenepoel       | Remco Evenepoel     | Mads Pedersen     | Richard Carapaz     | Remco Evenepoel | Robert Gesink            | UAE Team Emirates  |
| 19    | média montanha             | Mads Pedersen         | Remco Evenepoel     | Mads Pedersen     | Richard Carapaz     | Remco Evenepoel | Ander Okamika            | UAE Team Emirates  |
| 20    | alta montanha              | Richard Carapaz       | Remco Evenepoel     | Mads Pedersen     | Richard Carapaz     | Remco Evenepoel | Alejandro Valverde       | UAE Team Emirates  |
| 21    | etapa plana                | Juan Sebastián Molano | Remco Evenepoel     | Mads Pedersen     | Richard Carapaz     | Remco Evenepoel | não atribuído            | UAE Team Emirates  |
| Final | Final                      |                       | Remco Evenepoel     | Mads Pedersen     | Richard Carapaz     | Remco Evenepoel | Marc Soler               | UAE Team Emirates  |

## Ciclistas participantes e posições finais
| Jumbo-Visma TJV | Jumbo-Visma TJV          | Jumbo-Visma TJV |
| --------------- | ------------------------ | --------------- |
| Num             | Ciclista                 | Pos             |
| 1               | Primož Roglič (SLO)      | NP-17           |
| 2               | Edoardo Affini (ITA)     | NP-10           |
| 3               | Rohan Dennis (AUS) (CRI) | 52.             |
| 4               | Robert Gesink (NED)      | 41.             |
| 5               | Chris Harper (AUS)       | 33.             |
| 6               | Sepp Kuss (USA)          | NP-9            |
| 7               | Sam Oomen (NED)          | 30.             |
| 8               | Mike Teunissen (NED)     | 91.             |

| AG2R Citroën Team ACT | AG2R Citroën Team ACT     | AG2R Citroën Team ACT |
| --------------------- | ------------------------- | --------------------- |
| Num                   | Ciclista                  | Pos                   |
| 11                    | Ben O'Connor (AUS)        | 8.                    |
| 12                    | Clément Champoussin (FRA) | 32.                   |
| 13                    | Jaakko Hänninen (FIN)     | NP-7                  |
| 14                    | Bob Jungels (LUX) (CRI)   | 51.                   |
| 15                    | Nans Peters (FRA)         | 61.                   |
| 16                    | Nicolas Prodhomme (FRA)   | 73.                   |
| 17                    | Antoine Raugel (FRA)      | 115.                  |
| 18                    | Andrea Vendrame (ITA)     | NP-7                  |

| Astana Qazaqstan Team AST | Astana Qazaqstan Team AST | Astana Qazaqstan Team AST |
| ------------------------- | ------------------------- | ------------------------- |
| Num                       | Ciclista                  | Pos                       |
| 21                        | Miguel Ángel López (COL)  | 4.                        |
| 22                        | Samuele Battistella (ITA) | NP-18                     |
| 23                        | David de la Cruz (ESP)    | 21.                       |
| 24                        | Yevgeniy Fedorov (KAZ)    | 123.                      |
| 25                        | Alexey Lutsenko (KAZ)     | 71.                       |
| 26                        | Vincenzo Nibali (ITA)     | 45.                       |
| 27                        | Vadim Pronskiy (KAZ)      | 38.                       |
| 28                        | Harold Tejada (COL)       | 65.                       |

| Bahrain Victorious TBV | Bahrain Victorious TBV  | Bahrain Victorious TBV |
| ---------------------- | ----------------------- | ---------------------- |
| Num                    | Ciclista                | Pos                    |
| 31                     | Mikel Landa (ESP)       | 15.                    |
| 32                     | Santiago Buitrago (COL) | NP-12                  |
| 33                     | Gino Mäder (SUI)        | 20.                    |
| 34                     | Wout Poels (NED)        | NP-9                   |
| 35                     | Luis León Sánchez (ESP) | 16.                    |
| 36                     | Jasha Sütterlin (GER)   | 85.                    |
| 37                     | Fred Wright (GBR)       | 67.                    |
| 38                     | Edoardo Zambanini (ITA) | 36.                    |

| Bora-Hansgrohe BOH | Bora-Hansgrohe BOH             | Bora-Hansgrohe BOH |
| ------------------ | ------------------------------ | ------------------ |
| Num                | Ciclista                       | Pos                |
| 41                 | Sam Bennett (IRL)              | NP-10              |
| 42                 | Matteo Fabbro (ITA)            | 54.                |
| 43                 | Sergio Higuita (COL) (estrada) | 23.                |
| 44                 | Jai Hindley (AUS)              | 10.                |
| 45                 | Wilco Kelderman (NED)          | 18.                |
| 46                 | Jonas Koch (GER)               | 99.                |
| 47                 | Ryan Mullen (IRL)              | 128.               |
| 48                 | Danny van Poppel (NED)         | 121.               |

| Cofidis COF | Cofidis COF           | Cofidis COF |
| ----------- | --------------------- | ----------- |
| Num         | Ciclista              | Pos         |
| 51          | Jesús Herrada (ESP)   | 56.         |
| 52          | Bryan Coquard (FRA)   | NP-17       |
| 53          | Davide Cimolai (ITA)  | 134.        |
| 54          | Thomas Champion (FRA) | 98.         |
| 55          | Rubén Fernández (ESP) | 59.         |
| 56          | José Herrada (ESP)    | NP-10       |
| 57          | Rémy Rochas (FRA)     | DNF-7       |
| 58          | Davide Villella (ITA) | 53.         |

| EF Education-EasyPost EFE | EF Education-EasyPost EFE     | EF Education-EasyPost EFE |
| ------------------------- | ----------------------------- | ------------------------- |
| Num                       | Ciclista                      | Pos                       |
| 61                        | Rigoberto Urán (COL)          | 9.                        |
| 62                        | Jonathan Caicedo (ECU)        | 69.                       |
| 63                        | Hugh Carthy (GBR)             | 25.                       |
| 64                        | Esteban Chaves (COL)          | NP-16                     |
| 65                        | Merhawi Kudus (ERI) (estrada) | 79.                       |
| 66                        | Mark Padun (UKR)              | 46.                       |
| 67                        | James Shaw (GBR)              | 87.                       |
| 68                        | Julius van den Berg (NED)     | 130.                      |

| Groupama-FDJ GFC | Groupama-FDJ GFC            | Groupama-FDJ GFC |
| ---------------- | --------------------------- | ---------------- |
| Num              | Ciclista                    | Pos              |
| 71               | Thibaut Pinot (FRA)         | 17.              |
| 72               | Bruno Armirail (FRA) (CRI)  | NP-18            |
| 73               | Fabian Lienhard (SUI)       | 122.             |
| 74               | Rudy Molard (FRA)           | 31.              |
| 75               | Quentin Pacher (FRA)        | DNF-18           |
| 76               | Sébastien Reichenbach (SUI) | 24.              |
| 77               | Miles Scotson (AUS)         | 109.             |
| 78               | Jake Stewart (GBR)          | NP-8             |

| Ineos Grenadiers IGD | Ineos Grenadiers IGD             | Ineos Grenadiers IGD |
| -------------------- | -------------------------------- | -------------------- |
| Num                  | Ciclista                         | Pos                  |
| 81                   | Richard Carapaz (ECU) (CRI)      | 14.                  |
| 82                   | Dylan van Baarle (NED)           | 49.                  |
| 83                   | Tao Geoghegan Hart (GBR)         | 19.                  |
| 84                   | Ethan Hayter (GBR) (CRI)         | NP-10                |
| 85                   | Luke Plapp (AUS) (estrada)       | 95.                  |
| 86                   | Carlos Rodríguez (ESP) (estrada) | 7.                   |
| 87                   | Pavel Sivakov (FRA)              | NP-11                |
| 88                   | Ben Turner (GBR)                 | 72.                  |

| Intermarché-Wanty-Gobert Matériaux IWG | Intermarché-Wanty-Gobert Matériaux IWG | Intermarché-Wanty-Gobert Matériaux IWG |
| -------------------------------------- | -------------------------------------- | -------------------------------------- |
| Num                                    | Ciclista                               | Pos                                    |
| 91                                     | Jan Bakelants (BEL)                    | 29.                                    |
| 92                                     | Jan Hirt (CZE)                         | NP-6                                   |
| 93                                     | Julius Johansen (DEN)                  | 129.                                   |
| 94                                     | Louis Meintjes (RSA)                   | 11.                                    |
| 95                                     | Domenico Pozzovivo (ITA)               | DNF-15                                 |
| 96                                     | Rein Taaramäe (EST) (CRI)              | DNF-17                                 |
| 97                                     | Gerben Thijssen (BEL)                  | DNF-9                                  |
| 98                                     | Boy van Poppel (NED)                   | DNF-12                                 |

| Israel-Premier Tech IPT | Israel-Premier Tech IPT        | Israel-Premier Tech IPT |
| ----------------------- | ------------------------------ | ----------------------- |
| Num                     | Ciclista                       | Pos                     |
| 101                     | Michael Woods (CAN)            | DNF-3                   |
| 102                     | Patrick Bevin (NZL)            | 75.                     |
| 103                     | Alessandro De Marchi (ITA)     | 103.                    |
| 104                     | Itamar Einhorn (ISR) (estrada) | DNF-8                   |
| 105                     | Chris Froome (GBR)             | 114.                    |
| 106                     | Omer Goldstein (ISR) (CRI)     |                         |
| 107                     | Carl Fredrik Hagen (NOR)       | 34.                     |
| 108                     | Daryl Impey (RSA)              | 101.                    |

| Lotto-Soudal LTS | Lotto-Soudal LTS      | Lotto-Soudal LTS |
| ---------------- | --------------------- | ---------------- |
| Num              | Ciclista              | Pos              |
| 111              | Thomas De Gendt (BEL) | 80.              |
| 112              | Cedric Beullens (BEL) | 108.             |
| 113              | Filippo Conca (ITA)   | NP-17            |
| 114              | Steff Cras (BEL)      | DNF-2            |
| 115              | Jarrad Drizners (AUS) | NP-10            |
| 116              | Kamil Małecki (POL)   | 125.             |
| 117              | Harry Sweeny (AUS)    | NP-10            |
| 118              | Maxim Van Gils (BEL)  | NP-16            |

| Movistar Team MOV | Movistar Team MOV             | Movistar Team MOV |
| ----------------- | ----------------------------- | ----------------- |
| Num               | Ciclista                      | Pos               |
| 121               | Alejandro Valverde (ESP)      | 13.               |
| 122               | Mathias Norsgaard (DEN) (CRI) | NP-10             |
| 123               | Lluís Mas (ESP)               | 133.              |
| 124               | Enric Mas (ESP)               | 2.                |
| 125               | Gregor Mühlberger (AUT)       | 50.               |
| 126               | Nelson Oliveira (POR)         | 37.               |
| 127               | José Joaquín Rojas (ESP)      | 48.               |
| 128               | Carlos Verona (ESP)           | 35.               |

| Quick-Step Alpha Vinyl QST | Quick-Step Alpha Vinyl QST         | Quick-Step Alpha Vinyl QST |
| -------------------------- | ---------------------------------- | -------------------------- |
| Num                        | Ciclista                           | Pos                        |
| 131                        | Julian Alaphilippe (FRA) (estrada) | DNF-11                     |
| 132                        | Rémi Cavagna (FRA)                 | 104.                       |
| 133                        | Dries Devenyns (BEL)               | 100.                       |
| 134                        | Remco Evenepoel (BEL) (CRI)        | 1.                         |
| 135                        | Fausto Masnada (ITA)               | 57.                        |
| 136                        | Pieter Serry (BEL)                 | NP-9                       |
| 137                        | Ilan Van Wilder (BEL)              | 40.                        |
| 138                        | Louis Vervaeke (BEL)               | 58.                        |

| BikeExchange-Jayco BEX | BikeExchange-Jayco BEX      | BikeExchange-Jayco BEX |
| ---------------------- | --------------------------- | ---------------------- |
| Num                    | Ciclista                    | Pos                    |
| 141                    | Simon Yates (GBR)           | NP-11                  |
| 142                    | Lawson Craddock (USA) (CRI) | 55.                    |
| 143                    | Luke Durbridge (AUS)        | 112.                   |
| 144                    | Kaden Groves (AUS)          | 113.                   |
| 145                    | Lucas Hamilton (AUS)        | 78.                    |
| 146                    | Michael Hepburn (AUS)       | 118.                   |
| 147                    | Kelland O'Brien (AUS)       | DNF-14                 |
| 148                    | Callum Scotson (AUS)        | NP-12                  |

| Team DSM DSM | Team DSM DSM                  | Team DSM DSM |
| ------------ | ----------------------------- | ------------ |
| Num          | Ciclista                      | Pos          |
| 151          | Thymen Arensman (NED)         | 6.           |
| 152          | Nikias Arndt (GER)            | NP-8         |
| 153          | Marco Brenner (GER)           | 74.          |
| 154          | John Degenkolb (GER)          | 124.         |
| 155          | Mark Donovan (GBR)            | NP-8         |
| 156          | Jonas Iversby Hvideberg (NOR) | 110.         |
| 157          | Joris Nieuwenhuis (NED)       | 106.         |
| 158          | Henri Vandenabeele (BEL)      | DNF-9        |

| Trek-Segafredo TFS | Trek-Segafredo TFS     | Trek-Segafredo TFS |
| ------------------ | ---------------------- | ------------------ |
| Num                | Ciclista               | Pos                |
| 161                | Julien Bernard (FRA)   | 88.                |
| 162                | Dario Cataldo (ITA)    | 117.               |
| 163                | Kenny Elissonde (FRA)  | 64.                |
| 164                | Daan Hoole (NED)       | NP-5               |
| 165                | Alex Kirsch (LUX)      | 119.               |
| 166                | Juan Pedro López (ESP) | 97.                |
| 167                | Mads Pedersen (DEN)    | 102.               |
| 168                | Antonio Tiberi (ITA)   | 92.                |

| UAE Team Emirates UAD | UAE Team Emirates UAD        | UAE Team Emirates UAD |
| --------------------- | ---------------------------- | --------------------- |
| Num                   | Ciclista                     | Pos                   |
| 171                   | Marc Soler (ESP)             | 27.                   |
| 172                   | Pascal Ackermann (GER)       | 111.                  |
| 173                   | Ivo Oliveira (POR)           | 131.                  |
| 174                   | Juan Ayuso (ESP)             | 3.                    |
| 175                   | João Almeida (POR) (estrada) | 5.                    |
| 176                   | Brandon McNulty (USA)        | 70.                   |
| 177                   | Juan Sebastián Molano (COL)  | 126.                  |
| 178                   | Jan Polanc (SLO)             | 12.                   |

| Alpecin-Deceuninck AFC | Alpecin-Deceuninck AFC      | Alpecin-Deceuninck AFC |
| ---------------------- | --------------------------- | ---------------------- |
| Num                    | Ciclista                    | Pos                    |
| 181                    | Tim Merlier (BEL) (estrada) | 132.                   |
| 182                    | Floris De Tier (BEL)        | NP-10                  |
| 183                    | Jimmy Janssens (BEL)        | 107.                   |
| 184                    | Xandro Meurisse (BEL)       | 39.                    |
| 185                    | Robert Stannard (AUS)       | 81.                    |
| 186                    | Lionel Taminiaux (BEL)      | 127.                   |
| 187                    | Gianni Vermeersch (BEL)     | 82.                    |
| 188                    | Jay Vine (AUS)              | DNF-18                 |

| Burgos-BH BBH | Burgos-BH BBH                  | Burgos-BH BBH |
| ------------- | ------------------------------ | ------------- |
| Num           | Ciclista                       | Pos           |
| 191           | Jetse Bol (NED)                | 89.           |
| 192           | Óscar Cabedo (ESP)             | 22.           |
| 193           | José Manuel Díaz Gallego (ESP) | 43.           |
| 194           | Jesús Ezquerra (ESP)           | 68.           |
| 195           | Victor Langellotti (MON)       | DNF-8         |
| 196           | Daniel Navarro (ESP)           | 44.           |
| 197           | Ander Okamika (ESP)            | 96.           |
| 198           | Manuel Peñalver (ESP)          | NP-1          |

| Equipo Kern Pharma EKP | Equipo Kern Pharma EKP         | Equipo Kern Pharma EKP |
| ---------------------- | ------------------------------ | ---------------------- |
| Num                    | Ciclista                       | Pos                    |
| 201                    | Roger Adrià (ESP)              | NP-11                  |
| 202                    | Urko Berrade (ESP)             | 66.                    |
| 203                    | Héctor Carretero (ESP)         | NP-11                  |
| 204                    | Francisco Galván (ESP)         | 105.                   |
| 205                    | Raúl García Pierna (ESP) (CRI) | 47.                    |
| 206                    | Pau Miquel (ESP)               | NP-11                  |
| 207                    | José Félix Parra (ESP)         | 26.                    |
| 208                    | Vojtěch Řepa (CZE)             | 77.                    |

| Euskaltel-Euskadi EUS | Euskaltel-Euskadi EUS | Euskaltel-Euskadi EUS |
| --------------------- | --------------------- | --------------------- |
| Num                   | Ciclista              | Pos                   |
| 211                   | Mikel Bizkarra (ESP)  | 28.                   |
| 212                   | Xabier Azparren (ESP) | 94.                   |
| 213                   | Ibai Azurmendi (ESP)  | 86.                   |
| 214                   | Joan Bou (ESP)        | 83.                   |
| 215                   | Carlos Canal (ESP)    | 84.                   |
| 216                   | Mikel Iturria (ESP)   | 93.                   |
| 217                   | Gotzon Martín (ESP)   | 76.                   |
| 218                   | Luis Ángel Maté (ESP) | 62.                   |

| Arkéa-Samsic ARK | Arkéa-Samsic ARK         | Arkéa-Samsic ARK |
| ---------------- | ------------------------ | ---------------- |
| Num              | Ciclista                 | Pos              |
| 221              | Anthony Delaplace (FRA)  | NP-8             |
| 222              | Élie Gesbert (FRA)       | 42.              |
| 223              | Thibault Guernalec (FRA) | DNF-13           |
| 224              | Simon Guglielmi (FRA)    | 60.              |
| 225              | Daniel McLay (GBR)       | 120.             |
| 226              | Łukasz Owsian (POL)      | 90.              |
| 227              | Clément Russo (FRA)      | 116.             |

| Jumbo-Visma TJV | Jumbo-Visma TJV          | Jumbo-Visma TJV |
| --------------- | ------------------------ | --------------- |
| Num             | Ciclista                 | Pos             |
| 1               | Primož Roglič (SLO)      | NP-17           |
| 2               | Edoardo Affini (ITA)     | NP-10           |
| 3               | Rohan Dennis (AUS) (CRI) | 52.             |
| 4               | Robert Gesink (NED)      | 41.             |
| 5               | Chris Harper (AUS)       | 33.             |
| 6               | Sepp Kuss (USA)          | NP-9            |
| 7               | Sam Oomen (NED)          | 30.             |
| 8               | Mike Teunissen (NED)     | 91.             |

| AG2R Citroën Team ACT | AG2R Citroën Team ACT     | AG2R Citroën Team ACT |
| --------------------- | ------------------------- | --------------------- |
| Num                   | Ciclista                  | Pos                   |
| 11                    | Ben O'Connor (AUS)        | 8.                    |
| 12                    | Clément Champoussin (FRA) | 32.                   |
| 13                    | Jaakko Hänninen (FIN)     | NP-7                  |
| 14                    | Bob Jungels (LUX) (CRI)   | 51.                   |
| 15                    | Nans Peters (FRA)         | 61.                   |
| 16                    | Nicolas Prodhomme (FRA)   | 73.                   |
| 17                    | Antoine Raugel (FRA)      | 115.                  |
| 18                    | Andrea Vendrame (ITA)     | NP-7                  |

| Astana Qazaqstan Team AST | Astana Qazaqstan Team AST | Astana Qazaqstan Team AST |
| ------------------------- | ------------------------- | ------------------------- |
| Num                       | Ciclista                  | Pos                       |
| 21                        | Miguel Ángel López (COL)  | 4.                        |
| 22                        | Samuele Battistella (ITA) | NP-18                     |
| 23                        | David de la Cruz (ESP)    | 21.                       |
| 24                        | Yevgeniy Fedorov (KAZ)    | 123.                      |
| 25                        | Alexey Lutsenko (KAZ)     | 71.                       |
| 26                        | Vincenzo Nibali (ITA)     | 45.                       |
| 27                        | Vadim Pronskiy (KAZ)      | 38.                       |
| 28                        | Harold Tejada (COL)       | 65.                       |

| Bahrain Victorious TBV | Bahrain Victorious TBV  | Bahrain Victorious TBV |
| ---------------------- | ----------------------- | ---------------------- |
| Num                    | Ciclista                | Pos                    |
| 31                     | Mikel Landa (ESP)       | 15.                    |
| 32                     | Santiago Buitrago (COL) | NP-12                  |
| 33                     | Gino Mäder (SUI)        | 20.                    |
| 34                     | Wout Poels (NED)        | NP-9                   |
| 35                     | Luis León Sánchez (ESP) | 16.                    |
| 36                     | Jasha Sütterlin (GER)   | 85.                    |
| 37                     | Fred Wright (GBR)       | 67.                    |
| 38                     | Edoardo Zambanini (ITA) | 36.                    |

| Bora-Hansgrohe BOH | Bora-Hansgrohe BOH             | Bora-Hansgrohe BOH |
| ------------------ | ------------------------------ | ------------------ |
| Num                | Ciclista                       | Pos                |
| 41                 | Sam Bennett (IRL)              | NP-10              |
| 42                 | Matteo Fabbro (ITA)            | 54.                |
| 43                 | Sergio Higuita (COL) (estrada) | 23.                |
| 44                 | Jai Hindley (AUS)              | 10.                |
| 45                 | Wilco Kelderman (NED)          | 18.                |
| 46                 | Jonas Koch (GER)               | 99.                |
| 47                 | Ryan Mullen (IRL)              | 128.               |
| 48                 | Danny van Poppel (NED)         | 121.               |

| Cofidis COF | Cofidis COF           | Cofidis COF |
| ----------- | --------------------- | ----------- |
| Num         | Ciclista              | Pos         |
| 51          | Jesús Herrada (ESP)   | 56.         |
| 52          | Bryan Coquard (FRA)   | NP-17       |
| 53          | Davide Cimolai (ITA)  | 134.        |
| 54          | Thomas Champion (FRA) | 98.         |
| 55          | Rubén Fernández (ESP) | 59.         |
| 56          | José Herrada (ESP)    | NP-10       |
| 57          | Rémy Rochas (FRA)     | DNF-7       |
| 58          | Davide Villella (ITA) | 53.         |

| EF Education-EasyPost EFE | EF Education-EasyPost EFE     | EF Education-EasyPost EFE |
| ------------------------- | ----------------------------- | ------------------------- |
| Num                       | Ciclista                      | Pos                       |
| 61                        | Rigoberto Urán (COL)          | 9.                        |
| 62                        | Jonathan Caicedo (ECU)        | 69.                       |
| 63                        | Hugh Carthy (GBR)             | 25.                       |
| 64                        | Esteban Chaves (COL)          | NP-16                     |
| 65                        | Merhawi Kudus (ERI) (estrada) | 79.                       |
| 66                        | Mark Padun (UKR)              | 46.                       |
| 67                        | James Shaw (GBR)              | 87.                       |
| 68                        | Julius van den Berg (NED)     | 130.                      |

| Groupama-FDJ GFC | Groupama-FDJ GFC            | Groupama-FDJ GFC |
| ---------------- | --------------------------- | ---------------- |
| Num              | Ciclista                    | Pos              |
| 71               | Thibaut Pinot (FRA)         | 17.              |
| 72               | Bruno Armirail (FRA) (CRI)  | NP-18            |
| 73               | Fabian Lienhard (SUI)       | 122.             |
| 74               | Rudy Molard (FRA)           | 31.              |
| 75               | Quentin Pacher (FRA)        | DNF-18           |
| 76               | Sébastien Reichenbach (SUI) | 24.              |
| 77               | Miles Scotson (AUS)         | 109.             |
| 78               | Jake Stewart (GBR)          | NP-8             |

| Ineos Grenadiers IGD | Ineos Grenadiers IGD             | Ineos Grenadiers IGD |
| -------------------- | -------------------------------- | -------------------- |
| Num                  | Ciclista                         | Pos                  |
| 81                   | Richard Carapaz (ECU) (CRI)      | 14.                  |
| 82                   | Dylan van Baarle (NED)           | 49.                  |
| 83                   | Tao Geoghegan Hart (GBR)         | 19.                  |
| 84                   | Ethan Hayter (GBR) (CRI)         | NP-10                |
| 85                   | Luke Plapp (AUS) (estrada)       | 95.                  |
| 86                   | Carlos Rodríguez (ESP) (estrada) | 7.                   |
| 87                   | Pavel Sivakov (FRA)              | NP-11                |
| 88                   | Ben Turner (GBR)                 | 72.                  |

| Intermarché-Wanty-Gobert Matériaux IWG | Intermarché-Wanty-Gobert Matériaux IWG | Intermarché-Wanty-Gobert Matériaux IWG |
| -------------------------------------- | -------------------------------------- | -------------------------------------- |
| Num                                    | Ciclista                               | Pos                                    |
| 91                                     | Jan Bakelants (BEL)                    | 29.                                    |
| 92                                     | Jan Hirt (CZE)                         | NP-6                                   |
| 93                                     | Julius Johansen (DEN)                  | 129.                                   |
| 94                                     | Louis Meintjes (RSA)                   | 11.                                    |
| 95                                     | Domenico Pozzovivo (ITA)               | DNF-15                                 |
| 96                                     | Rein Taaramäe (EST) (CRI)              | DNF-17                                 |
| 97                                     | Gerben Thijssen (BEL)                  | DNF-9                                  |
| 98                                     | Boy van Poppel (NED)                   | DNF-12                                 |

| Israel-Premier Tech IPT | Israel-Premier Tech IPT        | Israel-Premier Tech IPT |
| ----------------------- | ------------------------------ | ----------------------- |
| Num                     | Ciclista                       | Pos                     |
| 101                     | Michael Woods (CAN)            | DNF-3                   |
| 102                     | Patrick Bevin (NZL)            | 75.                     |
| 103                     | Alessandro De Marchi (ITA)     | 103.                    |
| 104                     | Itamar Einhorn (ISR) (estrada) | DNF-8                   |
| 105                     | Chris Froome (GBR)             | 114.                    |
| 106                     | Omer Goldstein (ISR) (CRI)     |                         |
| 107                     | Carl Fredrik Hagen (NOR)       | 34.                     |
| 108                     | Daryl Impey (RSA)              | 101.                    |

| Lotto-Soudal LTS | Lotto-Soudal LTS      | Lotto-Soudal LTS |
| ---------------- | --------------------- | ---------------- |
| Num              | Ciclista              | Pos              |
| 111              | Thomas De Gendt (BEL) | 80.              |
| 112              | Cedric Beullens (BEL) | 108.             |
| 113              | Filippo Conca (ITA)   | NP-17            |
| 114              | Steff Cras (BEL)      | DNF-2            |
| 115              | Jarrad Drizners (AUS) | NP-10            |
| 116              | Kamil Małecki (POL)   | 125.             |
| 117              | Harry Sweeny (AUS)    | NP-10            |
| 118              | Maxim Van Gils (BEL)  | NP-16            |

| Movistar Team MOV | Movistar Team MOV             | Movistar Team MOV |
| ----------------- | ----------------------------- | ----------------- |
| Num               | Ciclista                      | Pos               |
| 121               | Alejandro Valverde (ESP)      | 13.               |
| 122               | Mathias Norsgaard (DEN) (CRI) | NP-10             |
| 123               | Lluís Mas (ESP)               | 133.              |
| 124               | Enric Mas (ESP)               | 2.                |
| 125               | Gregor Mühlberger (AUT)       | 50.               |
| 126               | Nelson Oliveira (POR)         | 37.               |
| 127               | José Joaquín Rojas (ESP)      | 48.               |
| 128               | Carlos Verona (ESP)           | 35.               |

| Quick-Step Alpha Vinyl QST | Quick-Step Alpha Vinyl QST         | Quick-Step Alpha Vinyl QST |
| -------------------------- | ---------------------------------- | -------------------------- |
| Num                        | Ciclista                           | Pos                        |
| 131                        | Julian Alaphilippe (FRA) (estrada) | DNF-11                     |
| 132                        | Rémi Cavagna (FRA)                 | 104.                       |
| 133                        | Dries Devenyns (BEL)               | 100.                       |
| 134                        | Remco Evenepoel (BEL) (CRI)        | 1.                         |
| 135                        | Fausto Masnada (ITA)               | 57.                        |
| 136                        | Pieter Serry (BEL)                 | NP-9                       |
| 137                        | Ilan Van Wilder (BEL)              | 40.                        |
| 138                        | Louis Vervaeke (BEL)               | 58.                        |

| BikeExchange-Jayco BEX | BikeExchange-Jayco BEX      | BikeExchange-Jayco BEX |
| ---------------------- | --------------------------- | ---------------------- |
| Num                    | Ciclista                    | Pos                    |
| 141                    | Simon Yates (GBR)           | NP-11                  |
| 142                    | Lawson Craddock (USA) (CRI) | 55.                    |
| 143                    | Luke Durbridge (AUS)        | 112.                   |
| 144                    | Kaden Groves (AUS)          | 113.                   |
| 145                    | Lucas Hamilton (AUS)        | 78.                    |
| 146                    | Michael Hepburn (AUS)       | 118.                   |
| 147                    | Kelland O'Brien (AUS)       | DNF-14                 |
| 148                    | Callum Scotson (AUS)        | NP-12                  |

| Team DSM DSM | Team DSM DSM                  | Team DSM DSM |
| ------------ | ----------------------------- | ------------ |
| Num          | Ciclista                      | Pos          |
| 151          | Thymen Arensman (NED)         | 6.           |
| 152          | Nikias Arndt (GER)            | NP-8         |
| 153          | Marco Brenner (GER)           | 74.          |
| 154          | John Degenkolb (GER)          | 124.         |
| 155          | Mark Donovan (GBR)            | NP-8         |
| 156          | Jonas Iversby Hvideberg (NOR) | 110.         |
| 157          | Joris Nieuwenhuis (NED)       | 106.         |
| 158          | Henri Vandenabeele (BEL)      | DNF-9        |

| Trek-Segafredo TFS | Trek-Segafredo TFS     | Trek-Segafredo TFS |
| ------------------ | ---------------------- | ------------------ |
| Num                | Ciclista               | Pos                |
| 161                | Julien Bernard (FRA)   | 88.                |
| 162                | Dario Cataldo (ITA)    | 117.               |
| 163                | Kenny Elissonde (FRA)  | 64.                |
| 164                | Daan Hoole (NED)       | NP-5               |
| 165                | Alex Kirsch (LUX)      | 119.               |
| 166                | Juan Pedro López (ESP) | 97.                |
| 167                | Mads Pedersen (DEN)    | 102.               |
| 168                | Antonio Tiberi (ITA)   | 92.                |

| UAE Team Emirates UAD | UAE Team Emirates UAD        | UAE Team Emirates UAD |
| --------------------- | ---------------------------- | --------------------- |
| Num                   | Ciclista                     | Pos                   |
| 171                   | Marc Soler (ESP)             | 27.                   |
| 172                   | Pascal Ackermann (GER)       | 111.                  |
| 173                   | Ivo Oliveira (POR)           | 131.                  |
| 174                   | Juan Ayuso (ESP)             | 3.                    |
| 175                   | João Almeida (POR) (estrada) | 5.                    |
| 176                   | Brandon McNulty (USA)        | 70.                   |
| 177                   | Juan Sebastián Molano (COL)  | 126.                  |
| 178                   | Jan Polanc (SLO)             | 12.                   |

| Alpecin-Deceuninck AFC | Alpecin-Deceuninck AFC      | Alpecin-Deceuninck AFC |
| ---------------------- | --------------------------- | ---------------------- |
| Num                    | Ciclista                    | Pos                    |
| 181                    | Tim Merlier (BEL) (estrada) | 132.                   |
| 182                    | Floris De Tier (BEL)        | NP-10                  |
| 183                    | Jimmy Janssens (BEL)        | 107.                   |
| 184                    | Xandro Meurisse (BEL)       | 39.                    |
| 185                    | Robert Stannard (AUS)       | 81.                    |
| 186                    | Lionel Taminiaux (BEL)      | 127.                   |
| 187                    | Gianni Vermeersch (BEL)     | 82.                    |
| 188                    | Jay Vine (AUS)              | DNF-18                 |

| Burgos-BH BBH | Burgos-BH BBH                  | Burgos-BH BBH |
| ------------- | ------------------------------ | ------------- |
| Num           | Ciclista                       | Pos           |
| 191           | Jetse Bol (NED)                | 89.           |
| 192           | Óscar Cabedo (ESP)             | 22.           |
| 193           | José Manuel Díaz Gallego (ESP) | 43.           |
| 194           | Jesús Ezquerra (ESP)           | 68.           |
| 195           | Victor Langellotti (MON)       | DNF-8         |
| 196           | Daniel Navarro (ESP)           | 44.           |
| 197           | Ander Okamika (ESP)            | 96.           |
| 198           | Manuel Peñalver (ESP)          | NP-1          |

| Equipo Kern Pharma EKP | Equipo Kern Pharma EKP         | Equipo Kern Pharma EKP |
| ---------------------- | ------------------------------ | ---------------------- |
| Num                    | Ciclista                       | Pos                    |
| 201                    | Roger Adrià (ESP)              | NP-11                  |
| 202                    | Urko Berrade (ESP)             | 66.                    |
| 203                    | Héctor Carretero (ESP)         | NP-11                  |
| 204                    | Francisco Galván (ESP)         | 105.                   |
| 205                    | Raúl García Pierna (ESP) (CRI) | 47.                    |
| 206                    | Pau Miquel (ESP)               | NP-11                  |
| 207                    | José Félix Parra (ESP)         | 26.                    |
| 208                    | Vojtěch Řepa (CZE)             | 77.                    |

| Euskaltel-Euskadi EUS | Euskaltel-Euskadi EUS | Euskaltel-Euskadi EUS |
| --------------------- | --------------------- | --------------------- |
| Num                   | Ciclista              | Pos                   |
| 211                   | Mikel Bizkarra (ESP)  | 28.                   |
| 212                   | Xabier Azparren (ESP) | 94.                   |
| 213                   | Ibai Azurmendi (ESP)  | 86.                   |
| 214                   | Joan Bou (ESP)        | 83.                   |
| 215                   | Carlos Canal (ESP)    | 84.                   |
| 216                   | Mikel Iturria (ESP)   | 93.                   |
| 217                   | Gotzon Martín (ESP)   | 76.                   |
| 218                   | Luis Ángel Maté (ESP) | 62.                   |

| Arkéa-Samsic ARK | Arkéa-Samsic ARK         | Arkéa-Samsic ARK |
| ---------------- | ------------------------ | ---------------- |
| Num              | Ciclista                 | Pos              |
| 221              | Anthony Delaplace (FRA)  | NP-8             |
| 222              | Élie Gesbert (FRA)       | 42.              |
| 223              | Thibault Guernalec (FRA) | DNF-13           |
| 224              | Simon Guglielmi (FRA)    | 60.              |
| 225              | Daniel McLay (GBR)       | 120.             |
| 226              | Łukasz Owsian (POL)      | 90.              |
| 227              | Clément Russo (FRA)      | 116.             |

Convenções:
- AB-N: Abandono na etapa "N"
- FLT-N: Retiro por chegada fora do limite de tempo na etapa "N"
- NTS-N: Não tomou a saída para a etapa "N"
- DES-N: Desclassificado ou expulsado na etapa "N"

## UCI World Ranking
A Volta a Espanha outorgará pontos para o UCI World Ranking para corredores das equipas nas categorias UCI WorldTeam, UCI ProTeam e Continental. As seguintes tabelas mostram o barómetro de pontuação e os 10 corredores que obtiveram mais pontos:
| Posição                  | 1.º | 2.º | 3.º | 4.º | 5.º | 6.º | 7.º | 8.º | 9.º | 10.º | 11.º | 12.º | 13.º | 14.º | 15.º | 16.º | 17.º | 18.º | 19.º | 20.º | 21.º - 25.º | 26.º - 30.º | 31.º - 40.º | 41.º - 50.º | 51.º - 55.º | 56.º - 60.º |
| Classificação geral      | 850 | 680 | 575 | 460 | 380 | 320 | 260 | 220 | 180 | 140  | 120  | 100  | 84   | 68   | 60   | 56   | 52   | 48   | 44   | 40   | 32          | 24          | 20          | 16          | 12          | 8           |
| Por etapa                | 100 | 40  | 20  | 12  | 4   |     |     |     |     |      |      |      |      |      |      |      |      |      |      |      |             |             |             |             |             |             |
| Líder                    | 20  |     |     |     |     |     |     |     |     |      |      |      |      |      |      |      |      |      |      |      |             |             |             |             |             |             |
| Classificação secundária | 100 | 40  | 20  |     |     |     |     |     |     |      |      |      |      |      |      |      |      |      |      |      |             |             |             |             |             |             |

1. ↑  Só classificações da regularidade e a montanha.

| Classificação |                    |                        |       |       |       |            |        |
| Posição       | Ciclista           | Equipa                 | Geral | Etapa | Líder | Secundária | Total  |
| ------------- | ------------------ | ---------------------- | ----- | ----- | ----- | ---------- | ------ |
| 1.º           | Remco Evenepoel    | Quick-Step Alpha Vinyl | 850   | 258,5 | 300   | -          | 1408,5 |
| 2.º           | Enric Mas          | Movistar               | 680   | 124   | -     | 40         | 844    |
| 3.º           | Juan Ayuso         | UAE Emirates           | 575   | 32,5  | -     | -          | 607,5  |
| 4.º           | Mads Pedersen      | Trek-Segafredo         | -     | 464   | -     | 100        | 564    |
| 5.º           | Miguel Ángel López | Astana Qazaqstan       | 460   | 60    | -     | -          | 520    |
| 6.º           | Richard Carapaz    | Ineos Grenadiers       | 68    | 305   | -     | 100        | 473    |
| 7.º           | Thymen Arensman    | DSM                    | 320   | 144   | -     | -          | 464    |
| 8.º           | João Almeida       | UAE Emirates           | 380   | 12,5  | -     | -          | 392,5  |
| 9.º           | Carlos Rodríguez   | Ineos Grenadiers       | 260   | 21    | -     | -          | 281    |
| 10.º          | Rigoberto Urán     | EF Education-EasyPost  | 180   | 100   | -     | -          | 280    |